# Sandasjön (Mörkö socken, Södermanland)
Sandasjön är en sjö i Södertälje kommun i Södermanland och ingår i Tyresån-Trosaåns kustområde.